# Comarca de Esperança
A Comarca de Esperança é uma comarca de segunda entrância com sede no município de Esperança, no estado da Paraíba, Brasil.
São termos da Comarca de Esperança, os municípios de Areial e Montadas.
No ano de 2016, o número de eleitores inscritos na referida comarca foi de 38 881.